# Ezekiel
Ezekiel (hebraisk: {{{1}}}) er en person i Det gamle testamente. Han var præst og regnes blandt de senere profeter. Ezekiels bog har et stærkt ekstatisk-visionært præg. Han blev deporteret til Babylon i 597 f.v.t. og havde sit virke fra ca. 593 til 571.
Ezekiel fik afgørende betydning for bevarelsen og videreudviklingen af Jahve-troen i tiden under jødernes eksil i Babylon.